# Silvia Fómina
Pour les articles homonymes, voir Fomina.
Silvia Fómina (née le 31 octobre 1962 à Buenos Aires) est une compositrice argentine de musique contemporaine.

## Biographie
Silvia Fómina naît en argentine, d'une famille issue de l'émigration russe dont elle est la troisième génération.
Élève de György Ligeti, dès 1989 grâce à une bourse, elle travaille pendant onze ans en étroite collaboration avec son professeur.
En 1991, elle remporte le premier prix de composition du concours de Vienne, sous la direction de Claudio Abbado.
Ses œuvres ont été créées dans les plus importants festivals de contemporaine, notamment à Donaueschingen, Berlin, Salzbourg, Graz, au Akademie Schloss Solitude (en) de Stuttgart, à Osnabrueck et celui de la WDR de Cologne, mais aussi en Amérique, Espagne, France, Hollande, Italie et en Russie.
Installée à Berlin depuis 1989, elle compose sa première œuvre en Allemagne en souvenir de la dictature argentine et en mémoire des 30 000 victimes qui ont disparu entre 1976 et 1983.
Pendant les années 1990, elle est artiste en résidence en Californie, à Woodside en 1994, puis à Saratoga, près de San Francisco en 1997.

## Œuvres
- Im Halbdunkel (1990) pour 12 instruments à cordes ou quatuor à cordes avec bande. Création à Cologne, 27 mars 1992
- Expulsion. Désagrégation. Dispersion (Berlin, 1992) pour violoncelle et bande
- Permanenza (1994) pour orchestre polyrythmique. Dédié à son maître, György Ligeti.
  - I - Chrononen
  - II - Labile Gleichgewichte
  - III - Über Wasser
- Auguri Aquae pour orchestre,  et clavecin, voix, spatialisation et orchestre. Création à Donaueschingen Festival, 1997
- Shah Mat, opéra. Création à Witten, 2001